# Stagno di Su Stangoni
Lo stagno di Su Stangoni è una zona umida situata nel comune di Teulada, in prossimità della costa meridionale della Sardegna.

Lo stagno appartiene al demanio della Regione Sardegna che concede lo sfruttamento professionale delle sue risorse ittiche; viene esercitata l'attività di pesca a diverse specie tra cui mugilidi, orate, ghiozzi, granchi e saraghi.